# Bisceglie
Bisceglie ist eine italienische Gemeinde mit 53.536 Einwohnern (Stand 31. Dezember 2023) in der Provinz Barletta-Andria-Trani in Apulien. Bis Ende 2007 gehörte der Ort zur Provinz Bari.

## Geschichte
Die Gegend um Bisceglie war bereits in der Altsteinzeit von Menschen bewohnt, die sich in den Karsthöhlen der Berge aufhielten. Während der Bronzezeit errichtete man dort mächtige Dolmen.
Im Laufe der Geschichte gehörte die Gegend zur Magna Graecia, zum Römischen Reich und nach dessen Ende kam sie unter die Herrschaft der Langobarden. Der Ort selbst wurde im 11. Jahrhundert von den Normannen gegründet und wurde Sitz eines kleinen Herzogtums. Die ältesten erhaltenen Baureste der Stadtmauer und des mächtigen Turms werden um 1060 datiert. Bereits zu dieser Zeit bis zum Jahr 1800 war der Ort Sitz eines Bistums (siehe auch Liste der Bischöfe von Bisceglie).

### Bevölkerungsentwicklung
| Bevölkerungsentwicklung | Bevölkerungsentwicklung | Bevölkerungsentwicklung | Bevölkerungsentwicklung | Bevölkerungsentwicklung | Bevölkerungsentwicklung | Bevölkerungsentwicklung | Bevölkerungsentwicklung | Bevölkerungsentwicklung | Bevölkerungsentwicklung | Bevölkerungsentwicklung | Bevölkerungsentwicklung | Bevölkerungsentwicklung | Bevölkerungsentwicklung | Bevölkerungsentwicklung |
| ----------------------- | ----------------------- | ----------------------- | ----------------------- | ----------------------- | ----------------------- | ----------------------- | ----------------------- | ----------------------- | ----------------------- | ----------------------- | ----------------------- | ----------------------- | ----------------------- | ----------------------- |
| Jahr                    | 1861                    | 1871                    | 1881                    | 1901                    | 1911                    | 1921                    | 1936                    | 1951                    | 1961                    | 1971                    | 1981                    | 1991                    | 2001                    | 2011                    |
| Einwohner               | 19.239                  | 21.518                  | 24.017                  | 31.461                  | 34.425                  | 39.272                  | 33.555                  | 39.090                  | 41.451                  | 45.196                  | 46.538                  | 47.408                  | 51.718                  | 54.678                  |

Quelle: ISTAT

## Sehenswürdigkeiten
- Das normannische Kastell der Stadt wurde unter Einbeziehung eines aus dem 11. Jahrhundert stammenden Turms während der Herrschaft der Aragon-Anjou über Apulien erweitert und befestigt. Seit 1541 wurde im Auftrag des Vizekönigs von Neapel, Pedro von Toledo, das Kastell um eine Bastion ergänzt, ausführender Bauleiter war wahrscheinlich Gian Giacomo dell’Acaja. Innerhalb der Kastellmauern befindet sich die kleine restaurierungsbedürftige Kirche San Giovanni.

- Die Kirche Santa Margerita, eine romanische Kirche, wurde 1197 von der Familie der Falconi gestiftet. Der Grundriss ist ein Griechisches Kreuz, die Vierung ist überkuppelt, über der Kuppel befindet sich ein pyramidenförmiges Dach.

- Die Kathedrale San Pietro Apostolo (11. Jahrhundert), ist eine romanische dreischiffige Basilika, die zwischen 1073 und 1295 erbaut wurde. Fassade und Inneres wurden während des 17. Jahrhunderts im Stil der Zeit verändert.

- Grabsteine in „U“-Form (16.–15. Jahrhundert v. Chr.)

- In der Nähe von Bisceglie befindet sich die um 1930 entdeckte Grotte di Santa Croce, die bereits in der Jungsteinzeit von Menschen bewohnt war. Bei wissenschaftlichen Untersuchungen der Grotte wurden dort Überreste des Neandertalers gefunden. Archäologische Funde aus der Grotte werden im Istituto italiano di Paleontologia Umana di Roma und im Museo Civico Archeologico “Francesco Saveri Majellaro” in Bisceglie aufbewahrt.

- Vier Dolmen (Chianca, Frisari, Albarosa und Paladini), um 1200–1000 v. Chr., seit 2011 Patrimonio testimone di una cultura di pace per l’umanità (Weltkulturerbe der UNESCO)

## Gemeindepartnerschaften
- San Pancrazio Salentino, Italien
- Fuheis, Jordanien
- Chan Yunis, Palästinensische Autonomiegebiete
- Tartus, Syrien
- Kalwaria Zebrzydowska, Polen

## Persönlichkeiten
- Cesare Fracanzano (1605–1651/52), Maler
- Gaetano Veneziano (1656–1716), Komponist und Kapellmeister
- Mauro Giuliani (1781–1829), Gitarrist und Komponist
- Donato Maria dell’Olio (1847–1902), Kardinal der römisch-katholischen Kirche
- Mauro Cozzoli (* 1946), katholischer Geistlicher und Moraltheologe
- Giovanni Ricchiuti (* 1948), katholischer Geistlicher, Erzbischof des Bistums Altamura-Gravina-Acquaviva delle Fonti
- Pasquale Preziosa (* 1953), Generalleutnant und Stabschef der Luftwaffe
- Valerio Sannicandro (* 1971), Komponist
- Vincenzo Turturro (* 1978), römisch-katholischer Geistlicher, Erzbischof und Diplomat des Heiligen Stuhls
- Vincenzo Alberto Annese (* 1984), Fußballtrainer
- Lucia Pasquale (* 1995), Leichtathletin
- Andrea Pellegrino (* 1997), Tennisspieler